# Sergej Rysjikov
Sergej Viktorovitj Rysjikov (russisk: Сергей Викторович Рыжиков tr. Sergej Viktorovitj Rysjikov (også set med engelsk translitteration: "Sergey Ryzhikov"), født i Sjebekino 19. september 1980) er en russisk målmand i fodbold, som for tiden spiller for FC Rubin Kazan. I UEFA Champions League 2009-2010 var Rysjikov med til en kamp på Camp Nou stadion mod FC Barcelona. Kampen endte 1-2 til de russiske spillere. Rysjikov landsholdsdebuterede i 2008 mod Wales i VM-kvalifikationen, men måtte sidde på bænken hele kampen. Han har kone og børn. 
Hans bror Andrej Rysjikov er også professionel fodboldspiller

## Landshold
Rysjikov har (pr. 29. marts 2011) spillet én enkel kamp for Ruslands landshold. Han fik sin debut den 27. marts 2011 i en venskabskamp imod Qatar
.

## Medaljer
- Russiske liga 2009
- Russiske liga 2008